# Artur (labdarúgó, 1996)
Artur (Brumado, 1996. március 11. –) brazil labdarúgó, az amerikai Houston Dynamo középpályása és csapatkapitánya.

## Pályafutása
Artur a brazíliai Brumado községben született. Az ifjúsági pályafutását a Bahia és a Juventus-SC csapatában kezdte, majd a São Paulo akadémiájánál folytatta.
2016-ban mutatkozott be a São Paulo felnőtt keretében. A 2017-es szezonban az észak-amerikai első osztályban szereplő Columbus Crew csapatát erősítette kölcsönben. A lehetőséggel élve, 2018-ban az amerikai klubhoz igazolt. Először a 2018. március 3-ai, Toronto ellen 2–0-ra megnyert mérkőzésen lépett pályára. Első gólját 2020. október 19-én, a New York City ellen hazai pályán 3–1-es győzelemmel zárult találkozón szerezte meg. 2022. november 22-én egyéves szerződést kötött a Houston Dynamo együttesével.

## Statisztikák
2022. október 9. szerint
| Klub          | Szezon   | Osztály  | Bajnokság | Bajnokság | Kupa  | Kupa | Nemzetközi | Nemzetközi | Összesen | Összesen |
| Klub          | Szezon   | Osztály  | Meccs     | Gól       | Meccs | Gól  | Meccs      | Gól        | Meccs    | Gól      |
| ------------- | -------- | -------- | --------- | --------- | ----- | ---- | ---------- | ---------- | -------- | -------- |
| Columbus Crew | 2017     | MLS      | 27        | 1         | 1     | 0    | —          | —          | 28       | 1        |
| Columbus Crew | 2018     | MLS      | 35        | 0         | 0     | 0    | —          | —          | 35       | 0        |
| Columbus Crew | 2019     | MLS      | 30        | 0         | 3     | 0    | —          | —          | 33       | 0        |
| Columbus Crew | 2020     | MLS      | 27        | 3         | 0     | 0    | —          | —          | 27       | 3        |
| Columbus Crew | 2021     | MLS      | 6         | 0         | 0     | 0    | 4          | 0          | 10       | 0        |
| Columbus Crew | 2022     | MLS      | 24        | 0         | 0     | 0    | —          | —          | 24       | 0        |
| Columbus Crew | Összesen | Összesen | 149       | 4         | 4     | 0    | 4          | 0          | 157      | 4        |
| Összesen      | Összesen | Összesen | 149       | 4         | 4     | 0    | 4          | 0          | 157      | 4        |

## Sikerei, díjai
Columbus Crew
- MLS
  - Győztes (1): 2020

- Campeones Cup
  - Győztes (1): 2021

 Houston Dynamo
- US Open Cup
  - Győztes (1): 2023